# Stojgniew
Stojgniew, Stoigniew, Stogniew – staropolskie imię męskie, złożone z członu Stoj(i)- ("stać, stoję") oraz członu -gniew ("gniew"). Może oznaczać "ten, którego gniew nie ustaje".
Stojgniew imieniny obchodzi 27 listopada
Osoby noszące imię Stojgniew:
- książę obodrzycki Stoigniew (zginął w 955)
- Jan Stoigniew Stachniuk (1905-1963)